# Hitzewallung
Als Hitzewallungen bezeichnet man eine durch Veränderungen des Hormonspiegels und damit verbundener Störung des für die Temperaturregulation zuständigen Zentrums im Hypothalamus verursachte vasomotorische Instabilität.
Hitzewallungen können während der Menopause bei der hormonellen Umstellung in den Wechseljahren von Frauen auftreten. Die Häufigkeit der auftretenden Hitzewallungen variiert stark; von gelegentlich bis 40 Mal pro Tag.
Die Hitzewelle beginnt im Brust- oder Halsbereich und steigt von da bis zum Kopf, die Haut kann sich röten, viele Frauen schwitzen plötzlich aus allen Poren und das Herz klopft unangenehm (Erhöhung der Herzfrequenz). Es folgt ein Schweißausbruch, danach lassen die Beschwerden nach. Nach der Hitzewallung ist oft ein leichtes Frösteln (entsteht durch Verdunstungskälte) zu spüren. Die Hitzewallung dauert etwa ein bis drei Minuten. Es gibt aber auch Hitzewallungen, die länger andauern.
Zu Beginn der Wechseljahre werden die Hitzewallungen häufiger, lassen dann aber mit der Zeit wieder nach.
Ist die Umstellung abgeschlossen und der Hormonspiegel wieder ausgeglichen, verschwinden auch die Hitzewellen.
Die meisten Frauen leiden etwa drei bis fünf Jahre unter Hitzewallungen, nur bei wenigen Frauen halten sie länger an.
Auch bestimmte Medikamente (etwa hohe Dosen von Niacin zur Senkung des Cholesterinspiegels) können Hitzewallungen verursachen.
Die Einzelheiten der genauen Funktionsweise von Hitzewallungen sind noch nicht vollständig bekannt. Die meisten Untersuchungen legen jedoch nahe, dass ein Mangel an Östrogen die Fähigkeit des Körpers, die Temperatur zu kontrollieren, beeinträchtigt.

## Ursachen
Verantwortlich für Hitzewallungen sind vermutlich die Umstellungsprozesse und die damit verbundenen Schwankungen im Hormonspiegel im Klimakterium. Hitzewallungen und Schweißausbrüche werden unter dem Begriff vasomotorische Symptome zusammengefasst. Die Ursache der Hitzewallungen liegt darin, dass sich die direkt unter der Haut liegenden Gefäße plötzlich weiten und mehr warmes Blut aus dem Körperinneren durch die Haut fließt, was man als Wärmeschub empfindet. Dies zeigt sich auch an messbaren physiologischen Kenngrößen der Haut wie einem kurzzeitig erhöhten transepidermalen Wasserverlust.

### Östrogenmangel
Ursache der Hitzewallungen sind Störungen der Wärmeregulation. Das Wärmezentrum im Gehirn, das die Körpertemperatur konstant hält, ist von Östrogen abhängig. Aufgrund des Hormonmangels funktioniert es nicht mehr richtig. Fällt der Östrogenwert ab, stellt das Nervensystem die Hautgefäße weit, um Wärme abzugeben.
Die Gefäßerweiterung wird Vasodilatation genannt. Sie bewirkt, dass mehr Blut durch die Haut fließen kann und der Körper so mehr Wärme abgibt, um die Körpertemperatur zu senken. Die Haut empfindet das als Hitzeschub.
Es wird vermutet, dass durch den abrupten Östrogenabfall die Wärmezentren im Hypothalamus durcheinandergebracht werden. Der Hypothalamus ist die Hirnregion, in der das follikelstimulierende Hormon (FSH) produziert wird. Sie reagiert auf die starken Schwankungen des Östrogenspiegels sensibel. Durch den plötzlichen Abfall von Östrogen im Zentralnervensystem kommt es möglicherweise zu Schwankungen bei bestimmten Neurotransmittern (Gehirnbotenstoffen). Dies führt zu einem Anstieg der Hauttemperatur und einem subjektiven Hitzegefühl.

### Progesteronmangel
Als weitere Ursache für Hitzewallungen und Schweißausbrüche wird der Mangel an Progesteron (Gelbkörperhormon) vermutet. Die Reduzierung dieses Sexualhormons in den Wechseljahren kann auch zu Schlafstörungen führen, da bestimmte Stoffwechselprodukte des Progesterons – die Pregnenolone – sedierend und schlaffördernd wirken.

### Testosteronmangel
Entsteht  ein Testosteronmangel, etwa durch GnRH-Analoga, so kommt es ebenfalls zu Hitzewallungen. Es ist möglich, dass in den Zentren zur Temperaturregulation Testosteron und Östrogen analoge Wirkungen entfalten, ebenso, wie sie das auch im Bezug auf die GnRH-Regulation tun.

## Maßnahmen
Einfache Maßnahmen gegen Hitzewellen sind frische Luft und zweckmäßige, mehrschichtige Kleidung, sodass bei Bedarf  Kleiderschichten abgelegt werden können. Angeraten sind auch Aufenthalte in frischer Luft, spezielle Bauchgymnastik, Ruhe, Entspannung und Trockenbürsten. Vorteilhaft ist auch das Tragen atmungsaktiver Naturtextilien.
Genussmittel wie Nikotin, Alkohol oder Koffein sollten nur in Maßen konsumiert werden, da Frauen in den Wechseljahren darauf häufig empfindlicher reagieren. Auch andere Einflüsse stehen unter Verdacht, Hitzewallungen zu fördern, sind wissenschaftlich aber nicht belegt. Dazu gehören Stress, Nervosität, Medikamente, Gewürze, einige Lebensmittel und eine angeschlagene Gesundheit.
Die empirische Datenlage zum Einsatz von Phytoöstrogenen ist verglichen zur medizinisch etablierten Verwendung von Estradiol noch ungenügend. Zu erwiesenen Wirkstoffen auf pflanzlicher Basis wird Grundlagenforschung betrieben; so wird etwa 8-Prenylnaringenin als Entwicklungsgrundlage untersucht.